# Yūko Sano
Yūko Sano (jap. 佐野優子 Sano Yūko; ur. 26 lipca 1979 w Takatsuki) – japońska siatkarka, grająca na pozycji libero. Od sezonu 2013/2014 będzie zawodniczką Voléro Zürich.
W 2010 r. zdobyła brązowy medal Mistrzostw Świata, rozgrywanych w Japonii. Brązowy medal zdobyła również podczas Igrzysk Olimpijskich w Londynie w 2012 r.

## Kluby
- 1998–2000: Unitika Phoenix
- 2000–2003: Toray Arrows
- 2004–2006: RC Cannes
- 2006–2010: Hisamitsu Springs
- 2010–2012: Igtisadchi Baku
- 2012–2013: Galatasaray SK
- 2013–2014: Volero Zurych
- 2014-: Denso Airybees

## Sukcesy reprezentacyjne
Mistrzostwa Świata:
- 2010

Igrzyska Olimpijskie:
- 2012

World Grand Prix:
- 2014

## Sukcesy klubowe
Mistrzostwo Francji:
- 2005, 2006

Puchar Francji:
- 2005, 2006

## Nagrody indywidualne
- 2008 FIVB World Grand Prix „Najlepsza libero”
- 2008 Olympic Qualifier „Best Digger”
- 2008 Olympic Qualifier „Best Receiver”
- 2013 Final Four Ligi Mistrzyń „Best Receiver”
- 2014 FIVB World Grand Prix „MVP”
- 2014 FIVB World Grand Prix „Najlepsza libero”